# Xiangyang, Yingdong
Xiangyang (kinesiska: 向阳)  är ett stadsdelsdistrikt i östra Kina. Det ligger i stadsdistriktet Yingdong i staden Fuyang i provinsen Anhui, omkring 180 kilometer nordväst om provinshuvudstaden Hefei. Antalet invånare är 56623. Befolkningen består av 28 002 kvinnor och 28 621 män. Barn under 15 år utgör 16,0 %, vuxna 15-64 år 75 %, och äldre över 65 år 7,0 %.